# Hôtel des Deux-Clefs
L'hôtel des Deux-Clefs est un monument historique situé à Turckheim, dans le département français du Haut-Rhin.

## Localisation
Ce bâtiment est situé au 3, rue du Conseil à Turckheim.

## Historique
L'hôtel des Deux-Clefs était à l'origine une auberge de village appartenant à la ville de Turckheim. Le bâtiment a été bâti au XVe siècle et s'appelait à l'époque « Statthof zum Schwartzen Adler » (cabaret "A l'Aigle Noir"). L'auberge a changé de nom après la révolution pour se nommer « Aux Deux-Clefs », en référence à l'aigle à deux têtes, emblème du Saint-Empire romain germanique.
En 1620 la ville fit rénover l'immeuble et les travaux furent confiés à Hans Uda, charpentier lorrain dont la femme fût brûlée vive comme sorcière en 1628.
La ville de Turckheim le revend en 1672 à Johan Fisher, pour mille florins, afin de régler ses dettes mais également car le loyer ne rapportait que vingt florins par an.
Au nouveau propriétaire succéda son fils Franciscus Fischer. Plus tard nous trouvons Bresle en 1702 puis Paul Kauch, exerçant dans un même temps le métier de boucher. Il épousa en 1726 Elisabeth Hurst.
Devenue veuve, Elisabeth épousa Philippe Ignace Reinhart en 1742. Les initiales de ce couple, PIR / EH / 1717, figurent encore sur l'une des colonnes situées dans l'espace détente de l'hôtel.

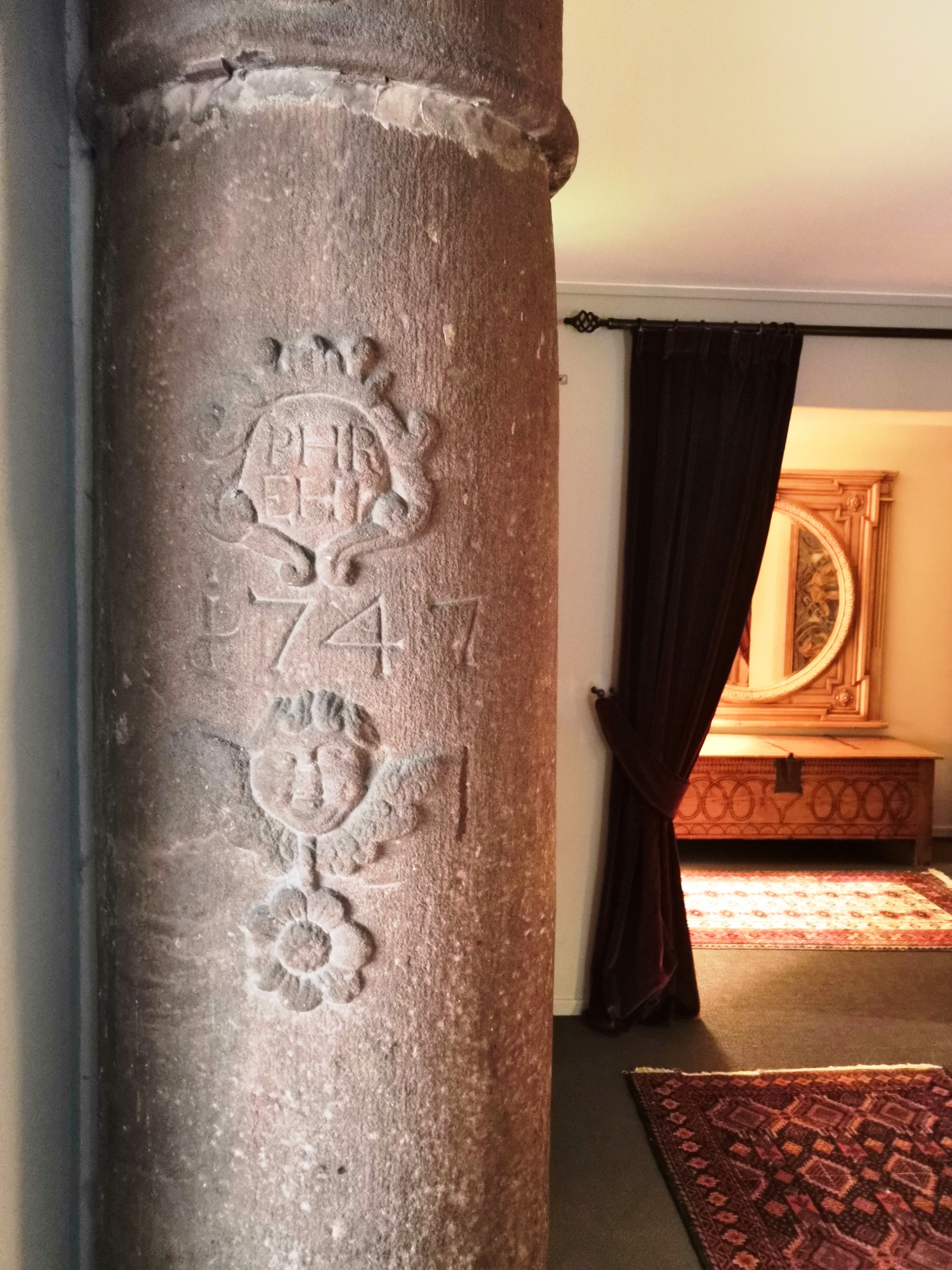
Colonne à l'intérieur de l'établissement des Deux Clefs, sur laquelle on voit encore gravé les initiales des propriétaires en 1742 : Philippe Ignace Reinhart et Elisabeth Hurst

Au XXe siècle, l'hôtel devient la propriété de la famille Schubnel, qui réalise un agrandissement à l'arrière du bâtiment, portant le nombre de chambres à une quarantaine.
En 1941, l'enseigne, du fait de l'occupation allemande, redeviendra « Alt Deutsche Weinstube » jusqu'à la libération de Turckheim le 10 février 1945 où elle se nommera à nouveau « Hôtel des Deux Clefs ».
L'édifice fait l'objet d'une inscription au titre des monuments historiques depuis 1930.

## Architecture
L'opulente maison à colombages, avec ses oriels et linteaux sculptés, est destinée à accueillir les hôtes de marque, délégués de la Décapole (regroupement de dix villes d'Alsace, dont Turckheim depuis 1354) et riches marchands de vins, souvent d'origine suisse.

## Galerie

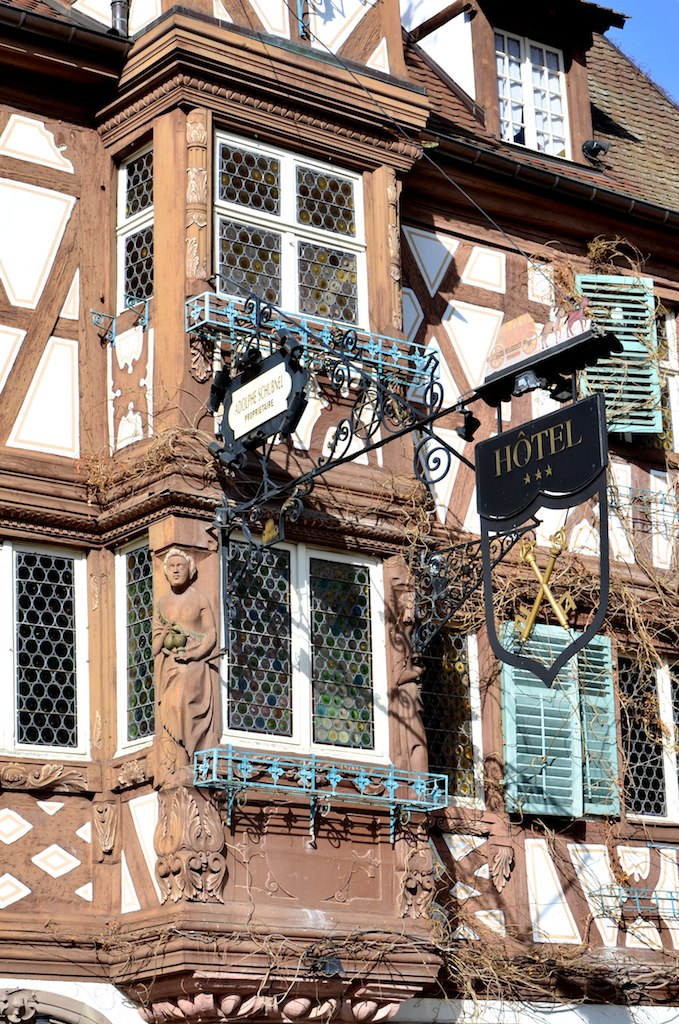
Détail de la façade.
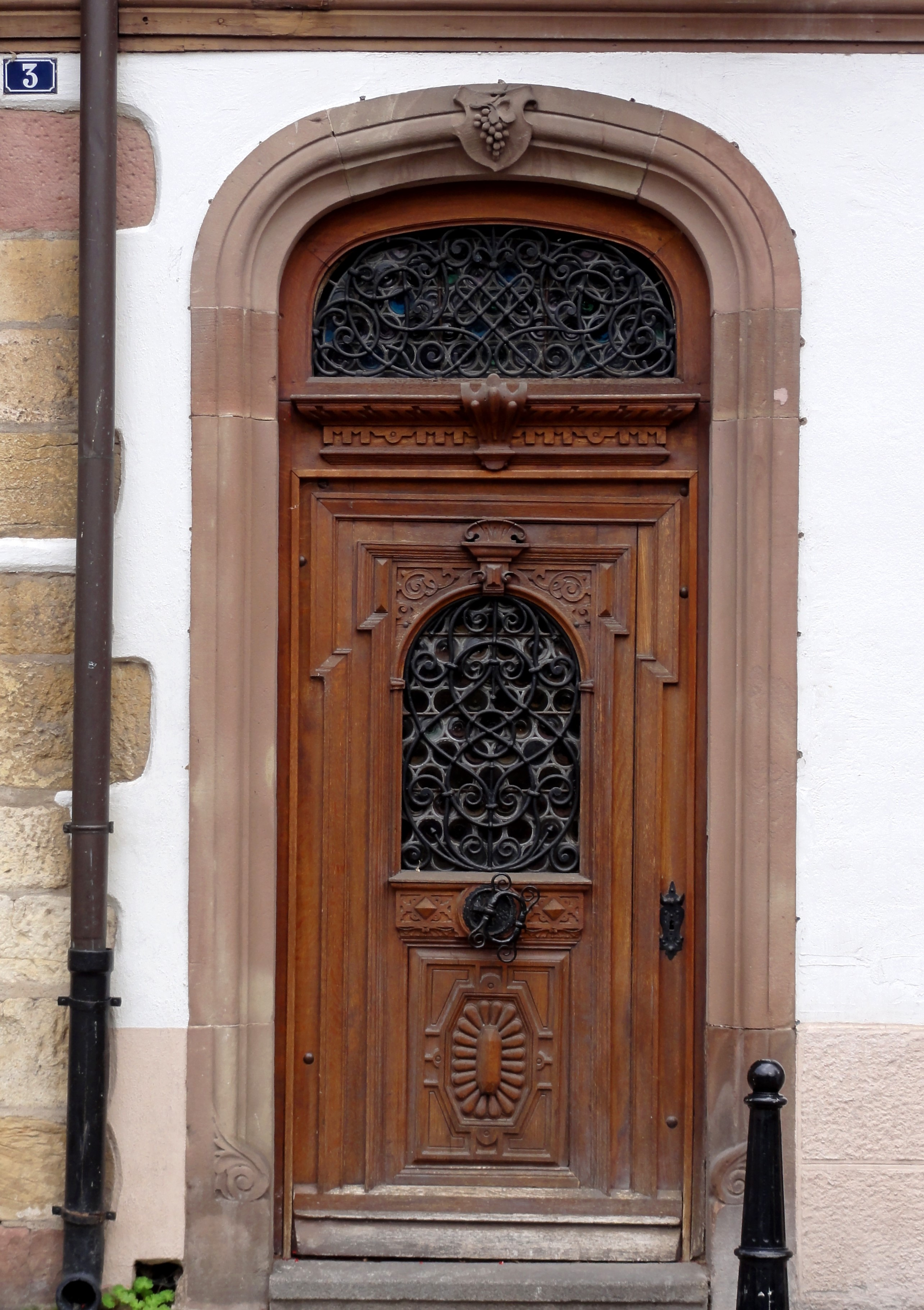
Porte secondaire.
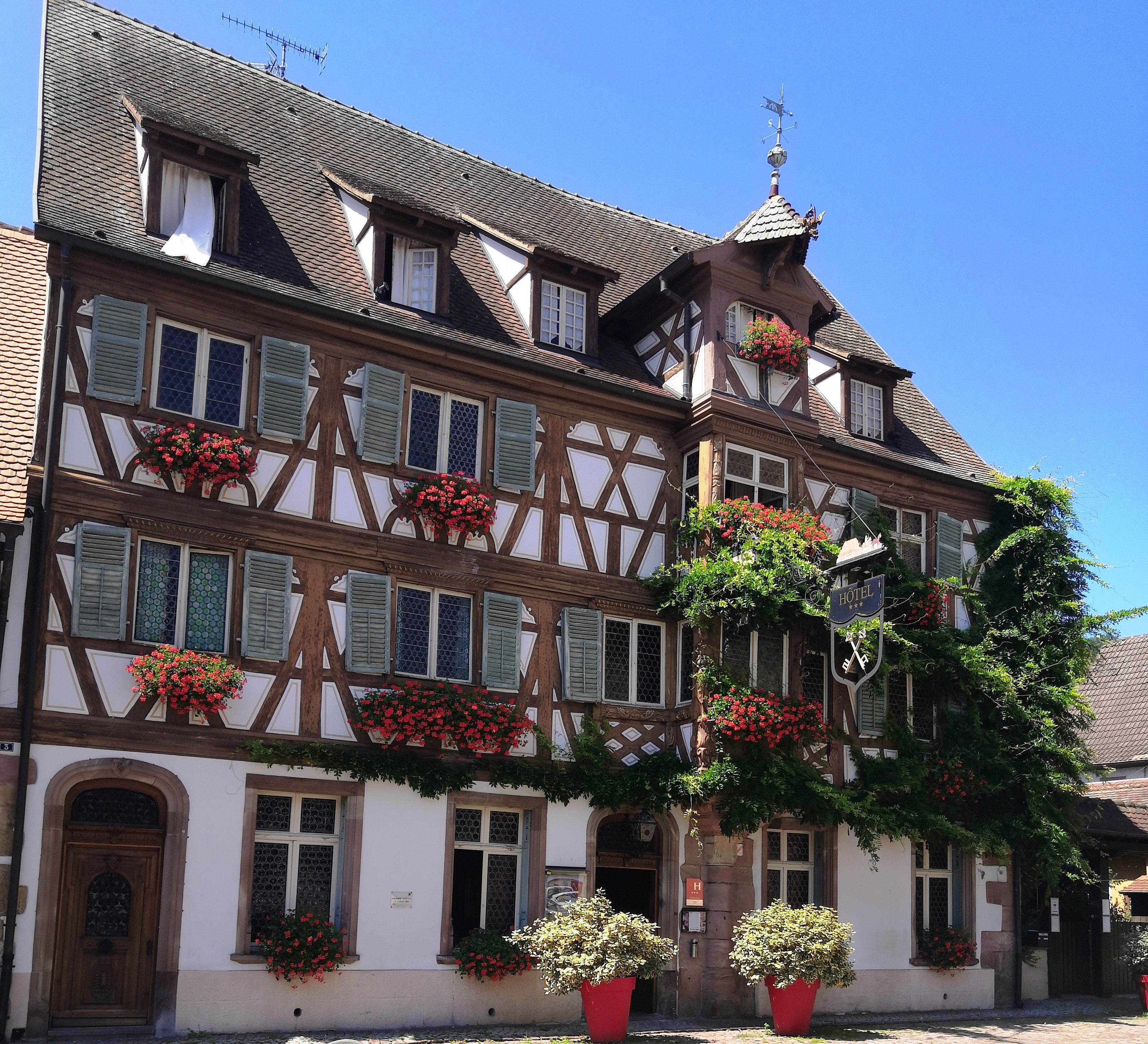
Façade de l'hôtel.
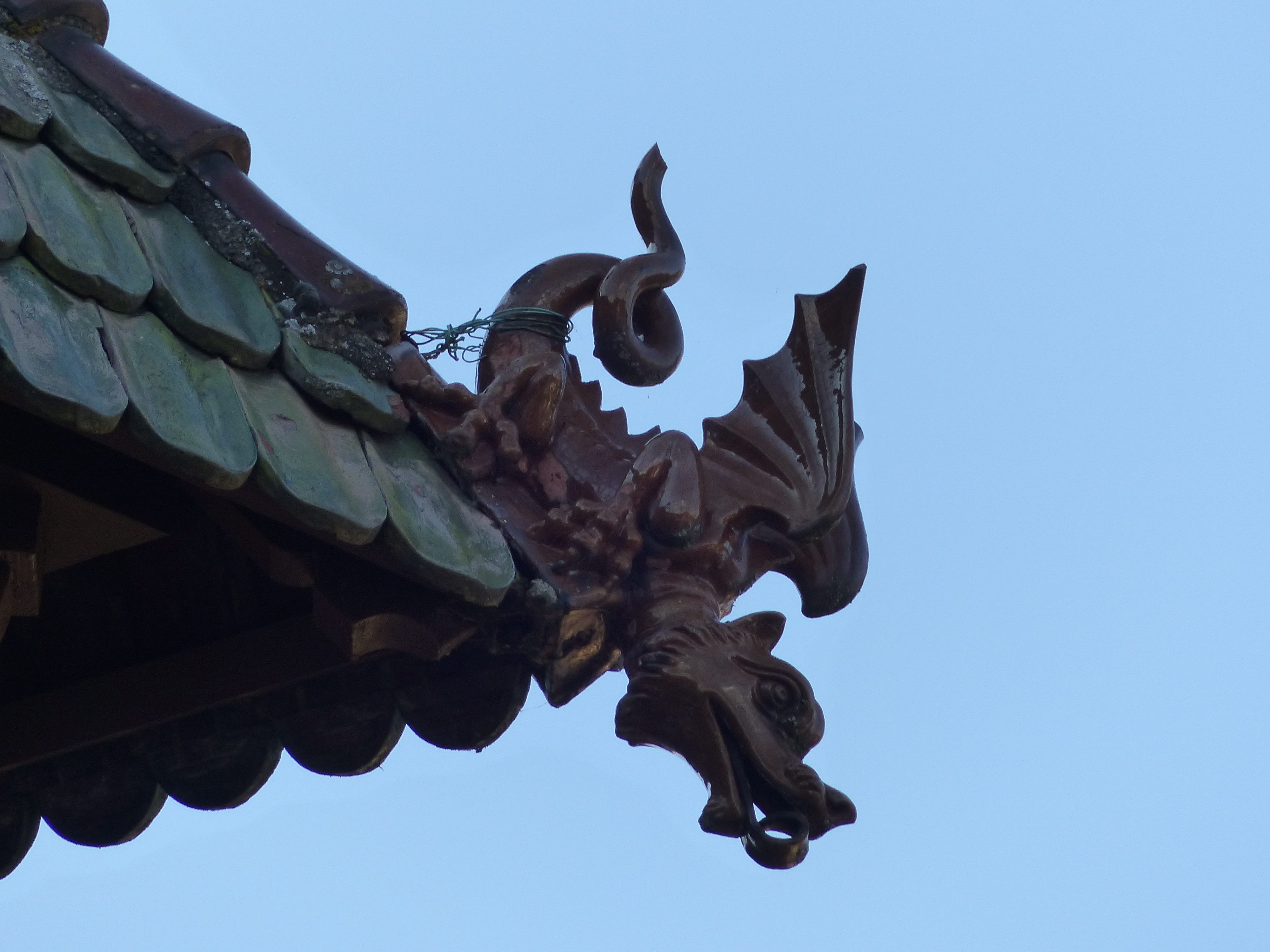
Toiture avant.
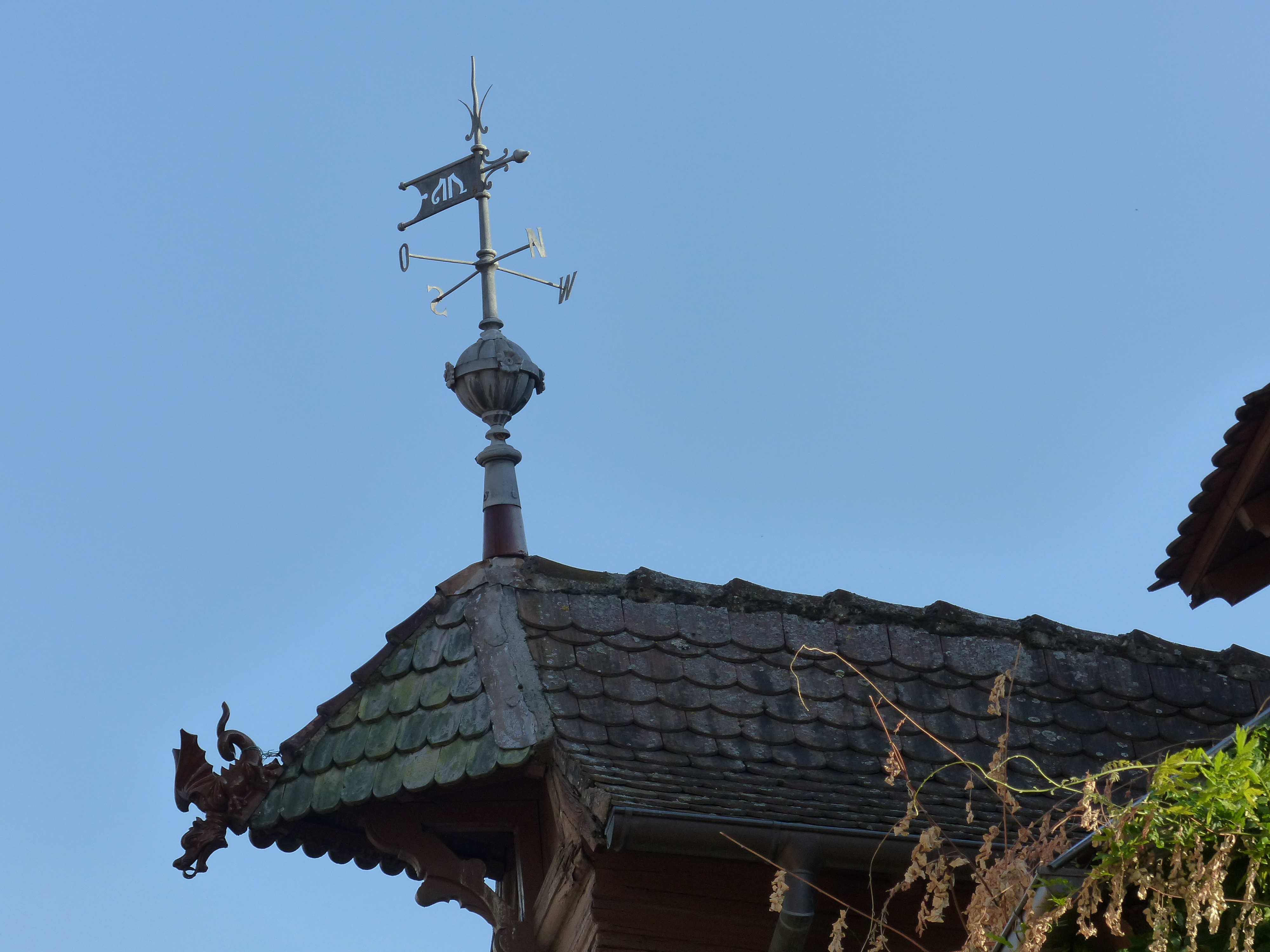
Toiture avant.
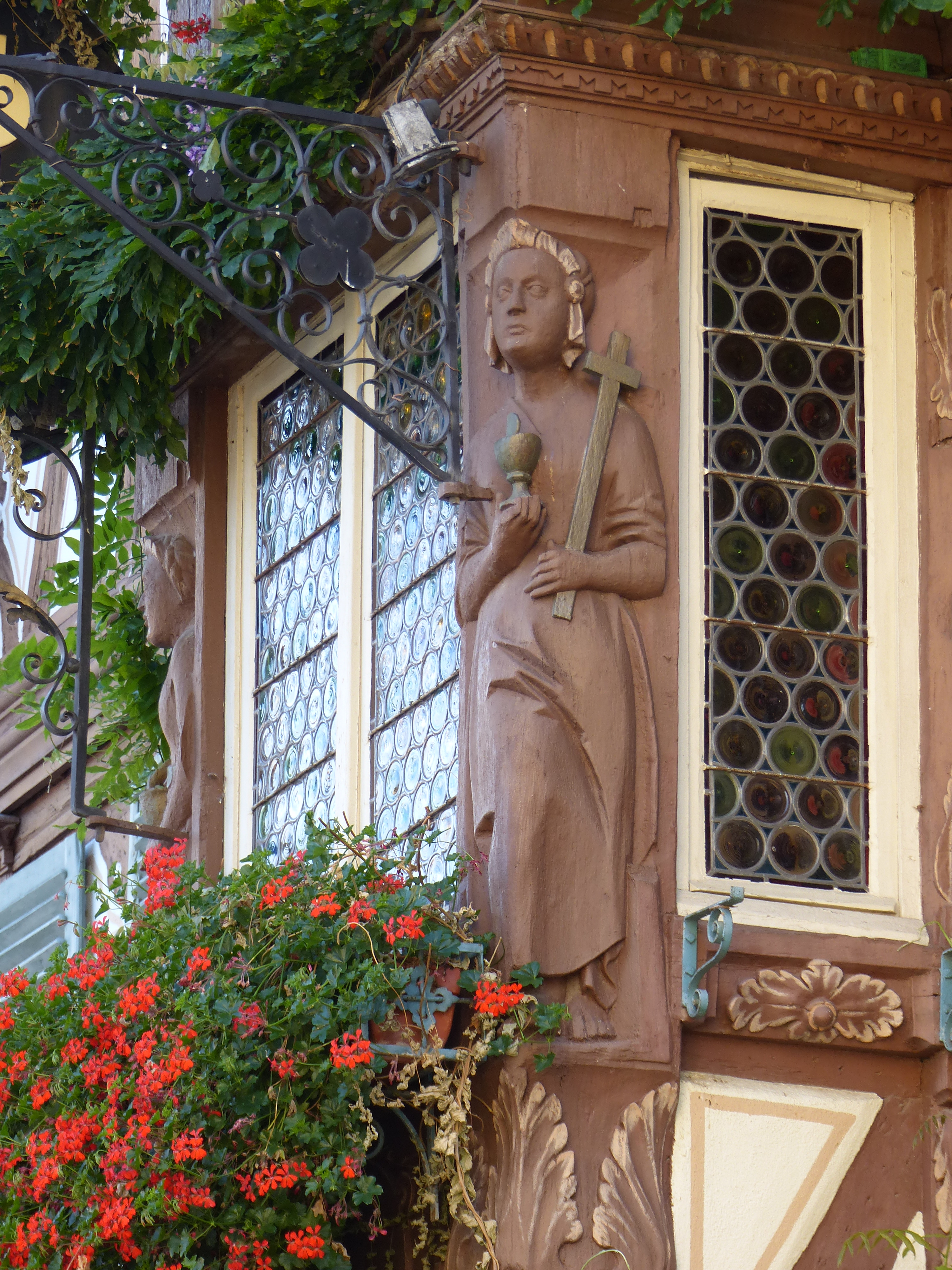
Détail de la façade.
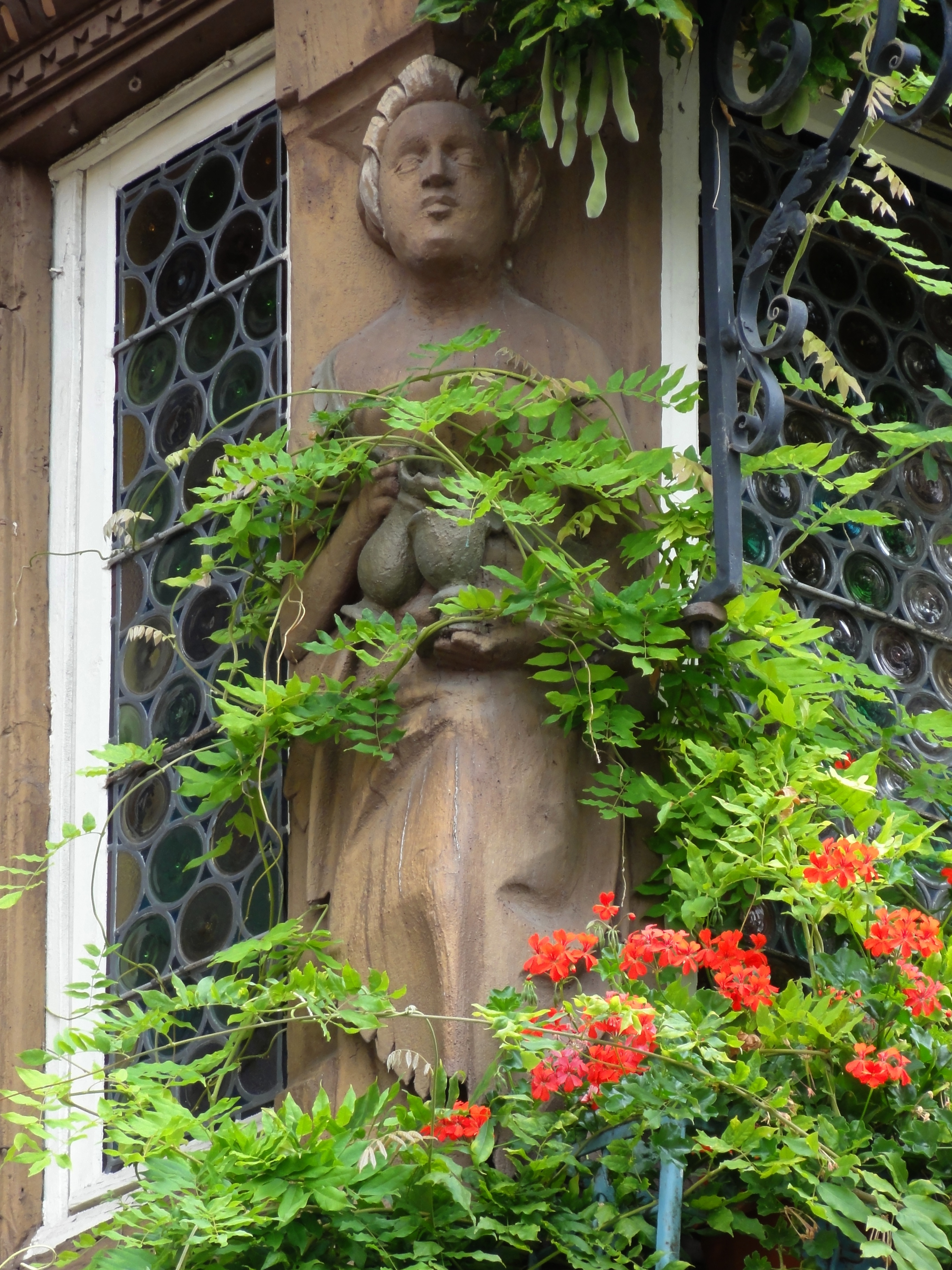
Détail de la façade.